# Monleras
Monleras ist eine kleine westspanische Gemeinde (municipio) in der Provinz Salamanca in der Autonomen Gemeinschaft Kastilien-León. 2024 hatte die Gemeinde 245 Einwohner.

## Geographie
Monleras befindet sich etwa 75 Kilometer westnordwestlich vom Stadtzentrum der Provinzhauptstadt Salamanca in einer Höhe von 755 m. Im Norden der Gemeinde befindet sich der Stausee der Almendra-Talsperre. Hier wird der Río Tormes aufgestaut.

## Bevölkerungsentwicklung
| Jahr      | 1900 | 1920 | 1950 | 1970 | 1981 | 1991 | 2001 | 2011 | 2021 |
| Einwohner | 657  | 602  | 638  | 445  | 299  | 303  | 282  | 263  | 226  |

## Sehenswürdigkeiten
- Kirche Mariä Himmelfahrt (Iglesia de Nuestra Señora de La Asunción)
- Rathaus

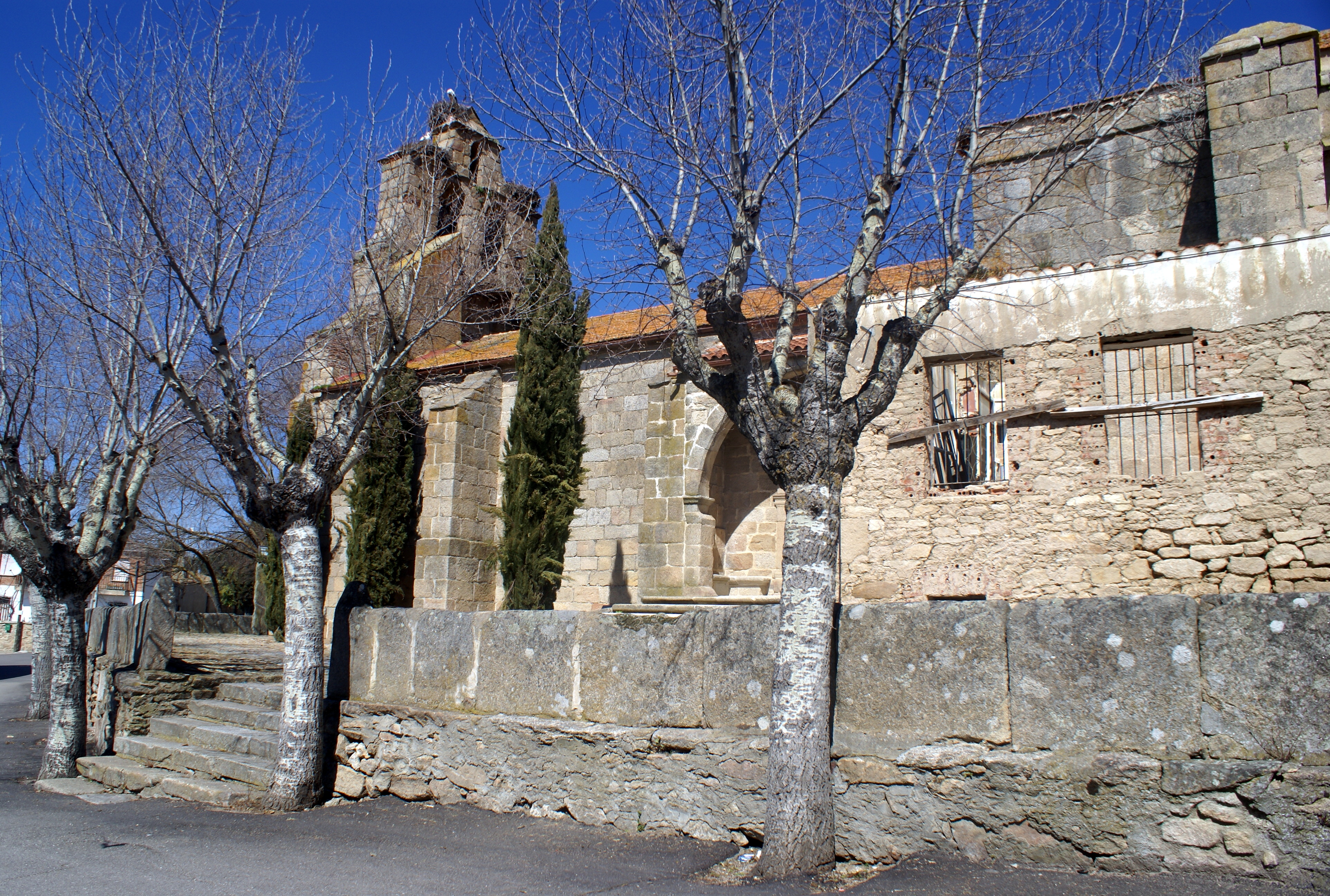
Kirche Mariä Himmelfahrt
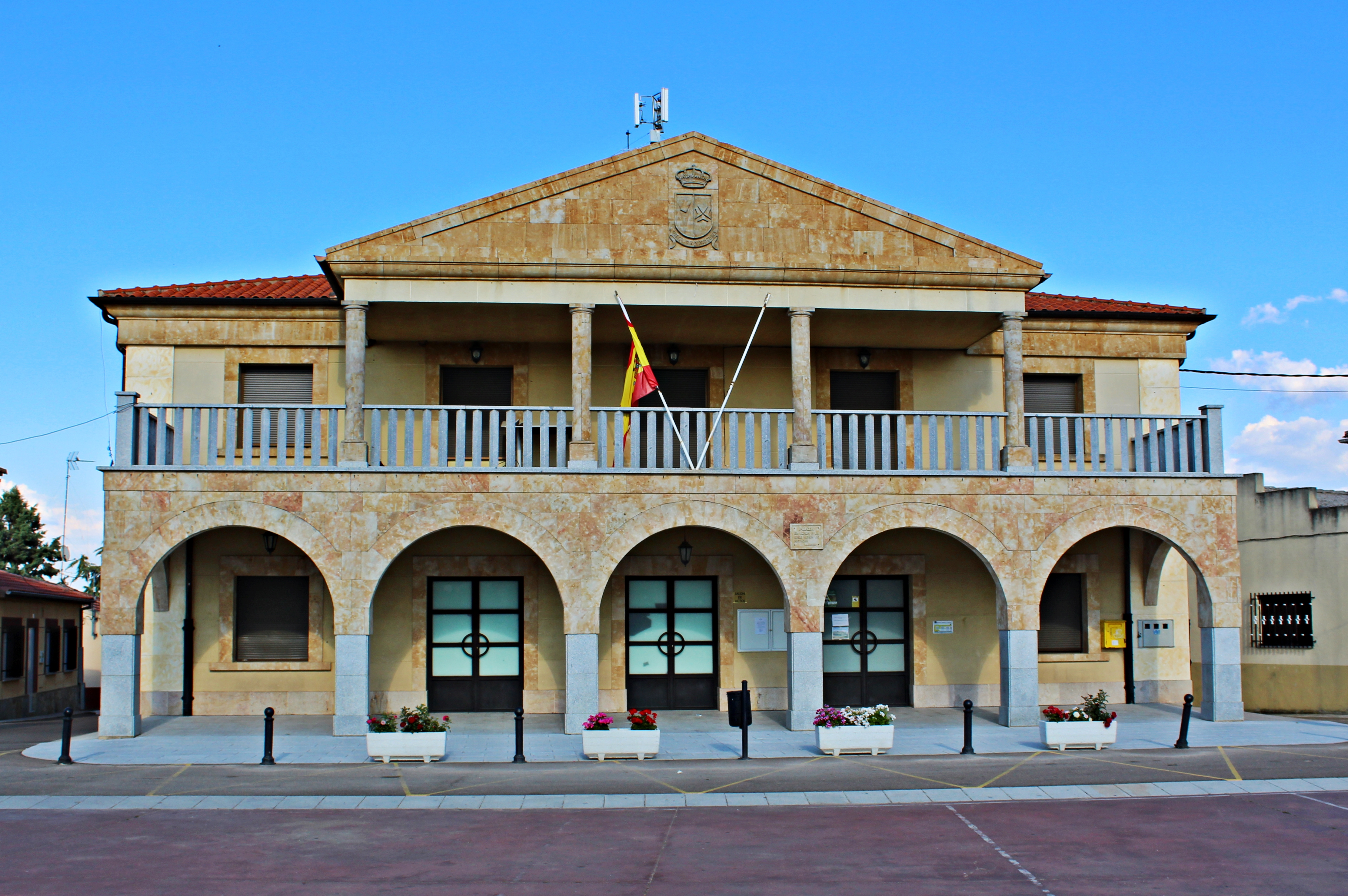
Rathaus

## Persönlichkeiten
- José Luis Martín Rodríguez (1936–2004), Historiker
- María Delgado Nadal (* 1997), Schwimmerin, Bronzemedaille über 50 m Freistil S12 und über 100 m Rücken S12 bei den Paralympischen Spielen 2016